# Пуруша-сукта
Пуруша-сукта (санскр. पुरुषसूक्त, IAST: puruṣa sūkta — Гимн [космическому] человеку) — гимн «Ригведы» (10.90). Является одним из позднейших ведийских и нетипичных для ведической культуры космогонических гимнов — в нём описывается творение вселенной из частей тела космического гиганта Пуруши (puruṣa — «человек»), которого боги принесли в жертву, расчленив его, и из этих частей произошла Вселенная. Такое представление о сотворении мира путём жертвоприношения (и, как следствие, восприятие жертвоприношения как инструмента поддержки творения вне зависимости от объекта жертвы) является одной из древнейших идей в индуизме. Причём жертвователь, жертва и её получатель являются одним и тем же объектом — похожая ситуация в дальнейшем не раз встречается в философии Древней Индии. Подобные представления о сотворении нигде более не встречаются, и пантеон в 10 мандале существенно отличается от типичного ведического пантеона с доминированием Индры.

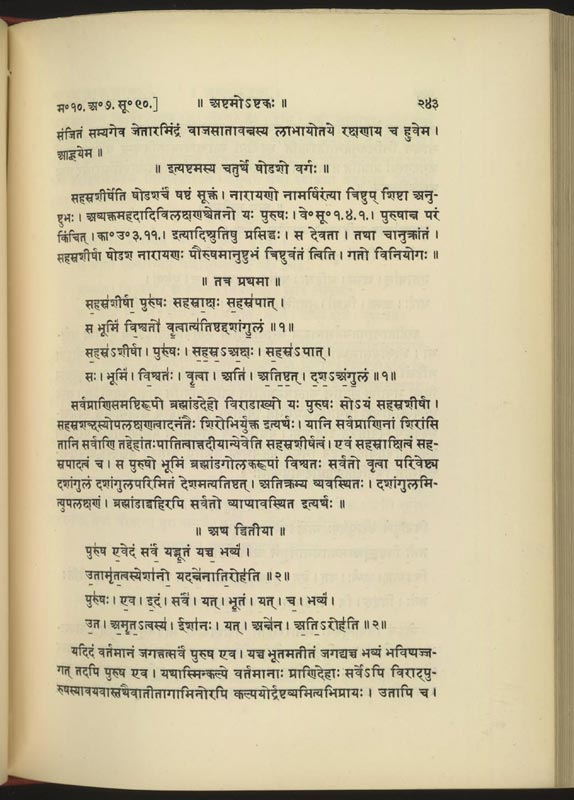
Два первых стиха Пуруша-сукты с комментариями Саяны. Макс Мюллер, Rig-Veda-sanhita, the Sacred Hymns of the Brahmans (reprint, London 1974).

Также Пуруша-сукта является одним из первых мест в древнеиндийской литературе, в котором говорится о взаимообразном происхождении мужского и женского начал — Пуруши и Вирадж.
Пуруша-сукта состоит из 16-ти стихов. Автор, по анукрамани, — Нараяна; размер — «ануштубх» (кроме стиха 16, написанного размером триштубх). Но, по мнению исследователей, это относительно поздний гимн в составе «Ригведы» (как и сама 10-я мандала «Ригведы»), на что указывает и упоминание о варнах, и более характерная для упанишад тема соответствия между ритуалом и мирозданием. Из-за огромной популярности в современном индуизме размер гимна был увеличен за счет дополнения к тексту фрагментов из других ведийских сукт: сейчас его размер в некоторых редакциях составляет 18 стихов (так называемая Пурва-нараяна-сукта) и даже 24 стиха (Уттара-нараяна-сукта). Гимн входит в состав цикла Панча-сукт (его рецитируют в ведийских направлениях вайшнавизма, смартизма, шиваизма во время различных ритуалов).
В своём примечании к переводу Пуруша-сукты Т. Я. Елизаренкова так описала её состав:
- Стихи 1-4 — автор описывает огромные размеры Пуруши, превосходящего землю.
- Стих 5 — заявляет о происхождении друг от друга мужского начала — Пуруши и женского — Вирадж (один из первых примеров взаимообратного происхождения в индийской философии).
- Стихи 6-7 — описывается жертвоприношение, при котором жертвой был Пуруша, а жертвователями — боги (отзвук человеческого жертвоприношения в Древней Индии).
- Стихи 8-10 и 13-14 — описано последовательное возникновение живого и неживого мира и социальных установлений из частей тела Пуруши: животных (8 и 10), элементов ритуала (9), варн (12 — это первое упоминание о них в древнеиндийской литературе), небесных светил (13) и пространств (14).
- Стихи 11-12 — это серия вопросов (стих 11) и ответов (стих 12) по типу брахмодья.
- Стихи 15 и 16 — тема жертвоприношения, причем Пуруша является одновременно его деятелем и объектом (ситуация, не раз встречающаяся в дальнейшем в древнеиндийской философии).